# Paprika
Pour les articles homonymes, voir Paprika (homonymie) et Poivre pour le vrai poivre rouge.
Le paprika, aussi connu sous les termes de piment doux, poivre d'Espagne (pimentón) ou fűszerpaprika-őrlemény en Hongrie, est une épice en poudre de couleur rouge obtenue à partir du fruit mûr, séché et moulu du piment doux ou poivron (Capsicum annuum, de la famille des Solanaceae). L'épice est utilisée en cuisine pour sa saveur âcre, légèrement piquante et sa couleur rouge.
Les principaux types d'épices sont le paprika de Hongrie, fait à partir des fruits seulement, et le paprika royal, fabriqué avec les graines, les tiges et les fruits.
En plus d'être largement utilisé dans la plupart des pays tropicaux et notamment en Asie, il est très présent dans les cuisines hongroise, maghrébine, espagnole, portugaise, serbe et turque.

## Étymologie
D'après le Oxford English Dictionary, le mot paprika, emprunté au hongrois, dérive du serbe paprena, qui signifie « ce qui pique », mot dérivé du serbe pepper, lui-même provenant du latin piper signifiant « poivre[réf. souhaitée] ».

### Confusion possible
Pouvant prêter à confusion, le nom vernaculaire hongrois paprika définit le genre Capsicum en général, la plante et aussi le fruit en lui-même. En français, « paprika » désigne l'épice en poudre du poivron à paprika hongrois.
Et c'est par hasard, qu'en 1928, à partir d'un paprika hongrois frais (et non dans la poudre), qu'il ne souhaite pas manger un soir et emporte dans son laboratoire, qu'Albert Szent-Györgyi trouve la vitamine C, ce qui lui vaut le prix Nobel de médecine en 1937. En effet, le paprika, l'épice en français, contient très peu de vitamine C, moins de 1 mg / 100 gr contre 144 mg / 100 gr pour le poivron rouge, 126 mg / 100 gr pour le poivron jaune et 64 mg / 100 gr pour le poivron vert, que les poivrons soient crus ou sautés sans matière grasse.

## Histoire

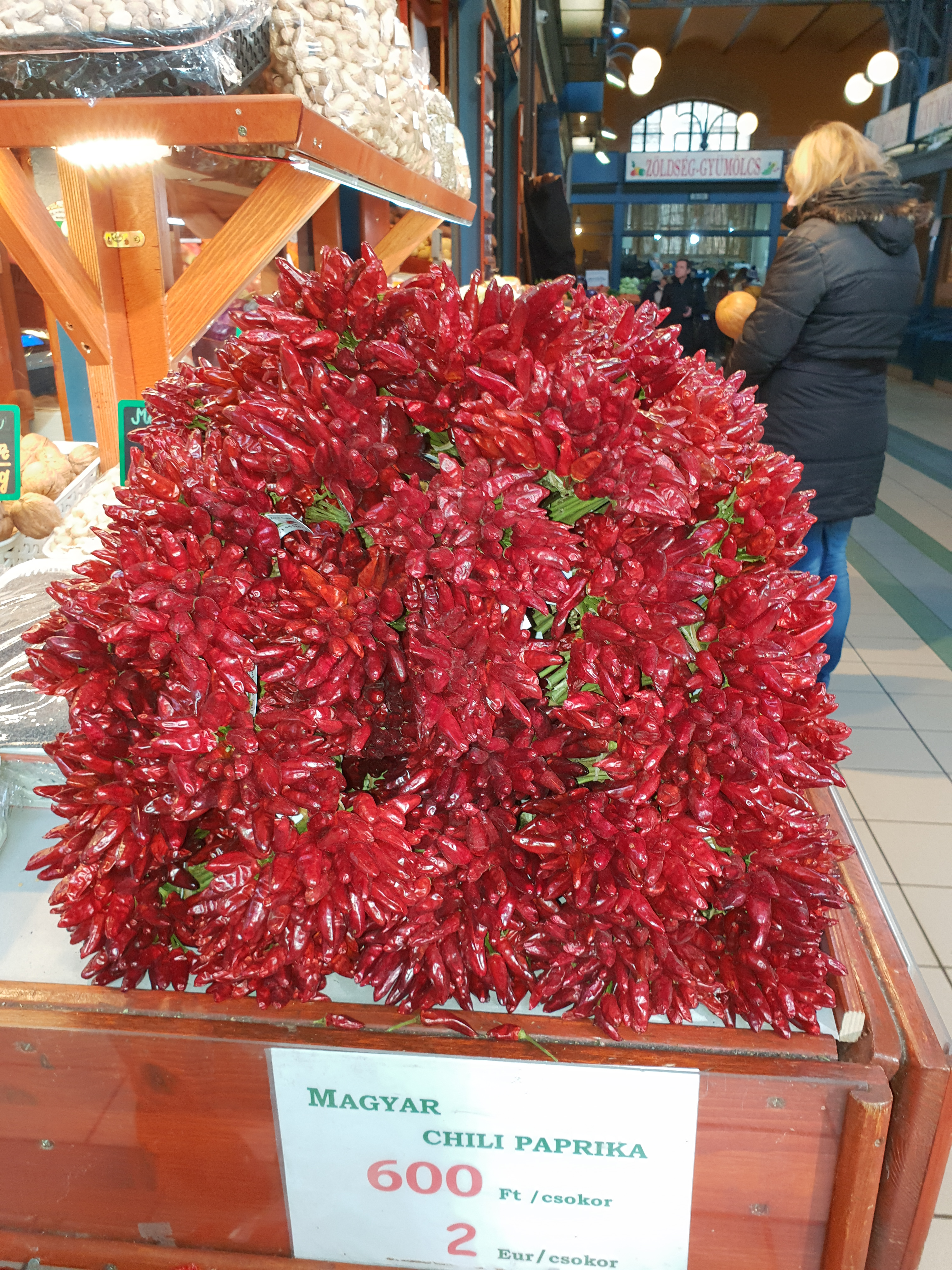
Bottes de paprika en Hongrie.

Le piment doux est, comme toutes les variétés de piments, originaire d'Amérique du Sud et Centrale, où il était cultivé à partir de 7000 av. J.-C. Les Aztèques et les Mayas l'utilisaient comme épice, comme le prouvent les fouilles archéologiques, mais aussi comme plante médicinale et comme monnaie. Les Indiens d'Amérique employaient son fruit pour apaiser les douleurs dentaires et l'arthrose.
Il est introduit en Europe au début de la colonisation espagnole. En une centaine d'années, sa culture prend un tel essor en Espagne, qu'il est rapidement connu dans le continent européen sous le nom de « piment d'Espagne ».
Pour les premiers Espagnols arrivés en Amérique, tout ce qui piquait était pimienta. À tel point qu'en Amérique — mais jamais en Europe, et en particulier jamais en Espagne — on spécifiait pimienta de Chile pour distinguer le piment du poivre.
Les botanistes ont eux baptisé du nom générique Capsicum les très nombreuses variétés de piments au fur et à mesure de leur découverte, qu'ils fussent utilisés comme légumes ou comme épices.

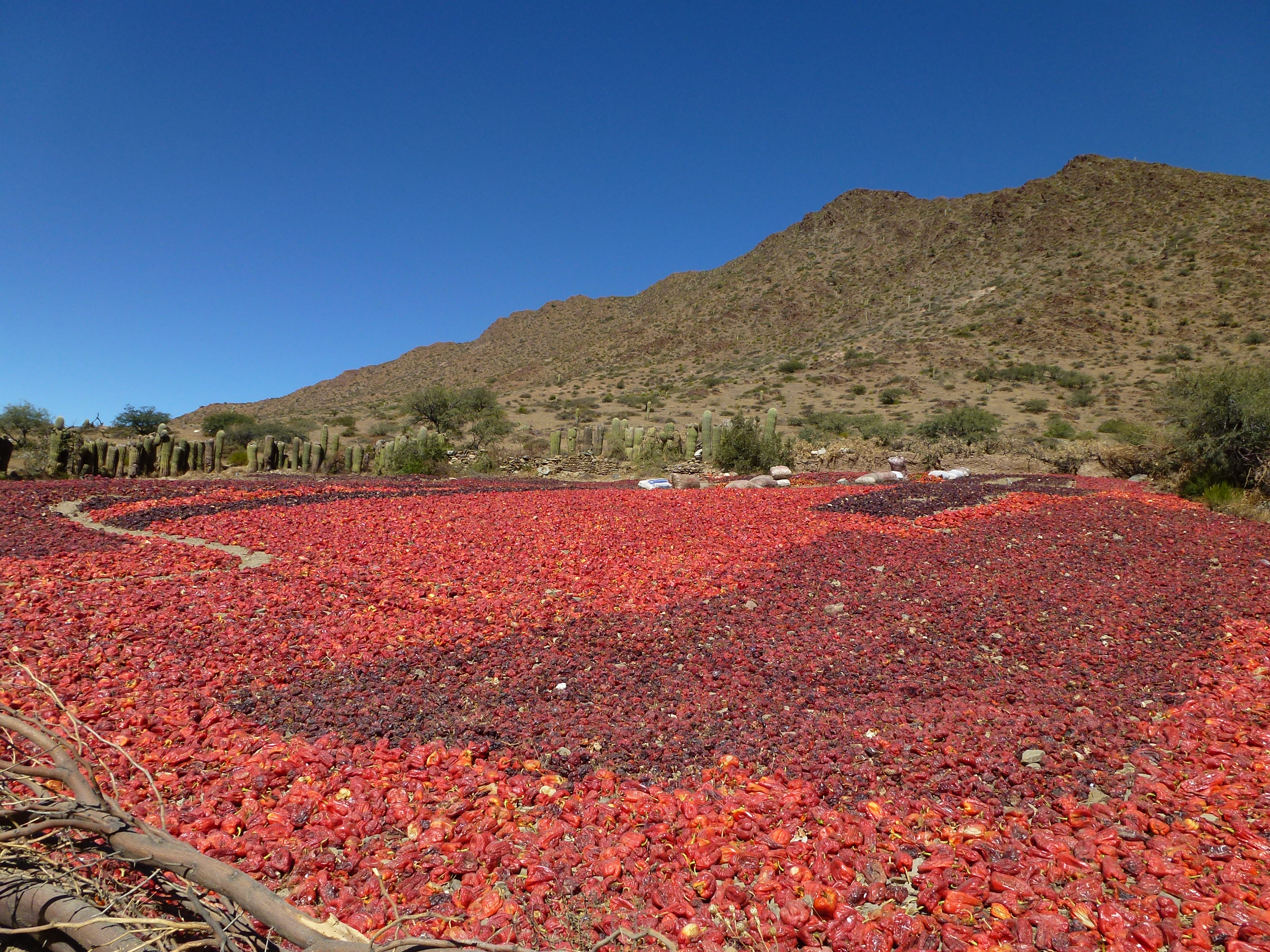
Piments séchés à l'air à Cachi, province de Salta (Argentine).

Au fur et à mesure que les Européens s'implantaient et cultivaient les terres américaines, ils découvraient la diversité de formes (rondes, coniques, longues, tordues, en forme de bouton, de carotte, de poire, de tomate, etc.), de tailles, de couleurs (verts, orangés, écarlates, jaunes, presque blancs) et de saveurs de ces fruits, certains très féroces (les plus petits en général), certains (souvent de grande taille) d'une grande douceur.
Ils découvrirent aussi la facilité d'hybridation de cette plante, qui permettait de créer de nouvelles variétés. Les semences issues des variétés du Mexique, se transportant et s'acclimatant facilement, se disséminèrent en Asie et en Afrique si rapidement que plus tard, pendant de nombreuses années, les Européens crurent que les piments étaient originaires d'Orient.

### Destin espagnol du pimentón
Les espèces les plus douces (los pimientos, les poivrons), trouvent une première terre d'élection en Espagne. La première notification de production de paprika de la province de Cáceres date de la fin du XVe siècle. Ce sont les frères Jerónimos du monastère de Guadalupe qui l'étendent via les moines hyéronymites au monastère de Yuste. Le monastère se déplace à Murcia. Deux régions alors produisent de façon importante le pimentón ; la région de Vera à Cáceres et les jardins de Murcie, sachant que les paprika alors produits dans chaque lieu ont une saveur différente, utilisant des systèmes de déshydratation différents.
Ils sont déjà mentionnés dans les traités botaniques du XVIIe siècle et sont alors cultivés en Castille, et pas seulement par les jardiniers, mais aussi par les ménagères sur leur balcon, qui veulent pouvoir les utiliser toute l'année, frais, secs, en sauce (exemple : sauce Zingara) ou à la place du poivre[réf. souhaitée].
Au début du XXe siècle, grâce en partie à l'arrivée de l'électricité, l'industrialisation se développe, avec 1200 tonnes produites industriellement en 1920, et 8 000 tonnes en 1939. Dès 1916, Le pimentón de la Vera est récompensé pour sa qualité au niveau national. Il est utilisé dans l'alimentation pour son goût, mais aussi pour ses qualités d'agent puissant de conservation grâce à ses pouvoirs d'antioxidant. Il est également utilisé pour la teinture des textiles.

### Destin hongrois du paprika
Progressivement, les poivrons traversèrent l'Europe pour atteindre au XVIe siècle une nouvelle patrie d'adoption, la Hongrie, où ils devinrent dans un premier temps des plantes ornementales, en particulier pour les châteaux de la noblesse hongroise. La fermeture de voies commerciales importantes par les Turcs met alors sur le devant de la scène cette épice sous le nom de paprika et elle devient un élément emblématique de la cuisine locale.
Au début du XVIIIe siècle, le poivron devient populaire et remplace désormais le poivre dont le coût est devenu prohibitif. Les conditions de culture très favorables en Hongrie permirent rapidement la production de paprika de qualité. Ce paprika fait alors son apparition dans les livres de cuisine de l'époque mais son usage se développe aussi pour une utilisation médicale grâce à ses vertus pour la santé et en particulier en médecine préventive lors de l'épidémie de choléra de 1831.
Au XIXe siècle, l'usage du paprika séché et pulvérisé s'y répand, là aussi en raison de la cherté des autres épices, notamment du poivre, et tout particulièrement après le Blocus continental qui entraîna la pénurie de produits dont faisaient commerce les anglais, comme le poivre. Le paprika devint alors le poivre du pauvre. Légèrement relevé, il est utilisé comme condiment par toutes les couches de la population hongroise. Certains cuisiniers comme Auguste Escoffier, chef de cuisine dans un restaurant de Monte-Carlo, utilise déjà le piment de Szeged comme nouvelle épice hongroise.
À la fin du XIXe siècle, la poudre de paprika est l'épice nationale et bénéficie d'une renommée mondiale. En 1934, afin de protéger ses appellations, Paprika de Kalocsa et Paprika de Szeged, deux décrets royaux hongrois réglementent précisément l'aire des deux zones géographiques de production principale, et par leur nationalisation permet de considérer ces deux paprikas, Kalocsa et Szeged, comme des biens nationaux. Démarre alors sa production industrielle où les coopératives fonctionnent sur le principe des modèles de kolkhozes soviétiques.
Au XXIe siècle, malgré la rupture de ce modèle de collectivisme agraire et le manque de confiance dans les coopératives de petits producteurs agricoles, le paprika fabriqué pour la consommation locale par les exploitants familiaux, le házi-paprika (« paprika maison » en hongrois) représente encore un tiers de la consommation hongroise.
La culture du paprika a été introduite avec succès en Afrique : Zimbabwe, Zambie en 1996.

## Types de paprika

### Selon leur force
En Espagne, les pimenton en poudre sont classés en trois catégories principales selon leur force :
- Pimenton Dulce, comme son nom l'indique, qui ne pique pas ;
- Pimenton Agridulce, intermédiaire ;
- Pimenton Picante, piquant, voire fort.

En Hongrie, les paprika en poudre sont également classés dans trois catégories principales :
- Estemonès Paprika, doux ;
- Feledes Gubyas Paprika, intermédiaire ;
- Rezza Paprika, piquant voire fort[2],[16].

Sur l'échelle de Scoville qui mesure la force des piments, le paprika doux est noté 1 et le paprika fort, 6.

## Reconnaissances de qualité

### En Espagne

#### Pimentón de la Vera AOP
Le pimentón de la Vera (es) (paprika de La Vera) fait l'objet d'une appellation d'origine protégée AOP (Denominación de Origen Protegida DOP) depuis 2006. Il est produit à partir du groupe des Ocales des variétés ‘Jaranda’, ‘Jariza’ et ‘Jeromín’, et la variété ‘Bola’, appartenant à l'espèce Capsicum annum et Capsicum longum.
Trois types de saveurs existent : le pimentón dulce à la saveur douce et sucrée produit avec les variétés ‘Bola’ et ‘Jaranda’ ; le pimentón ocal o agridulce, aigre-doux, est lui légèrement épicé en bouche, produit à partir des variétés ‘Jaranda’ et ‘Jariza’ ; et enfin, le pimentón picante au piquant prononcée au palais produit avec les variétés ‘Jeromín’, ‘Jariza’ et ‘Jaranda’. L'huile de tournesol est autorisée pour l'amélioration de sa brillance et sa consistance, à hauteur de 3 % et de 6 % pour la déclinaison la plus épicée.
Le séchage traditionnel de la Vera, un séchage lent au bois de chêne vert de 10 à 15 jours en fumoir, lui confère cette saveur particulière avec un arôme fumé, intense et pénétrant caractéristique.

#### Pimentón de Murcia AOP

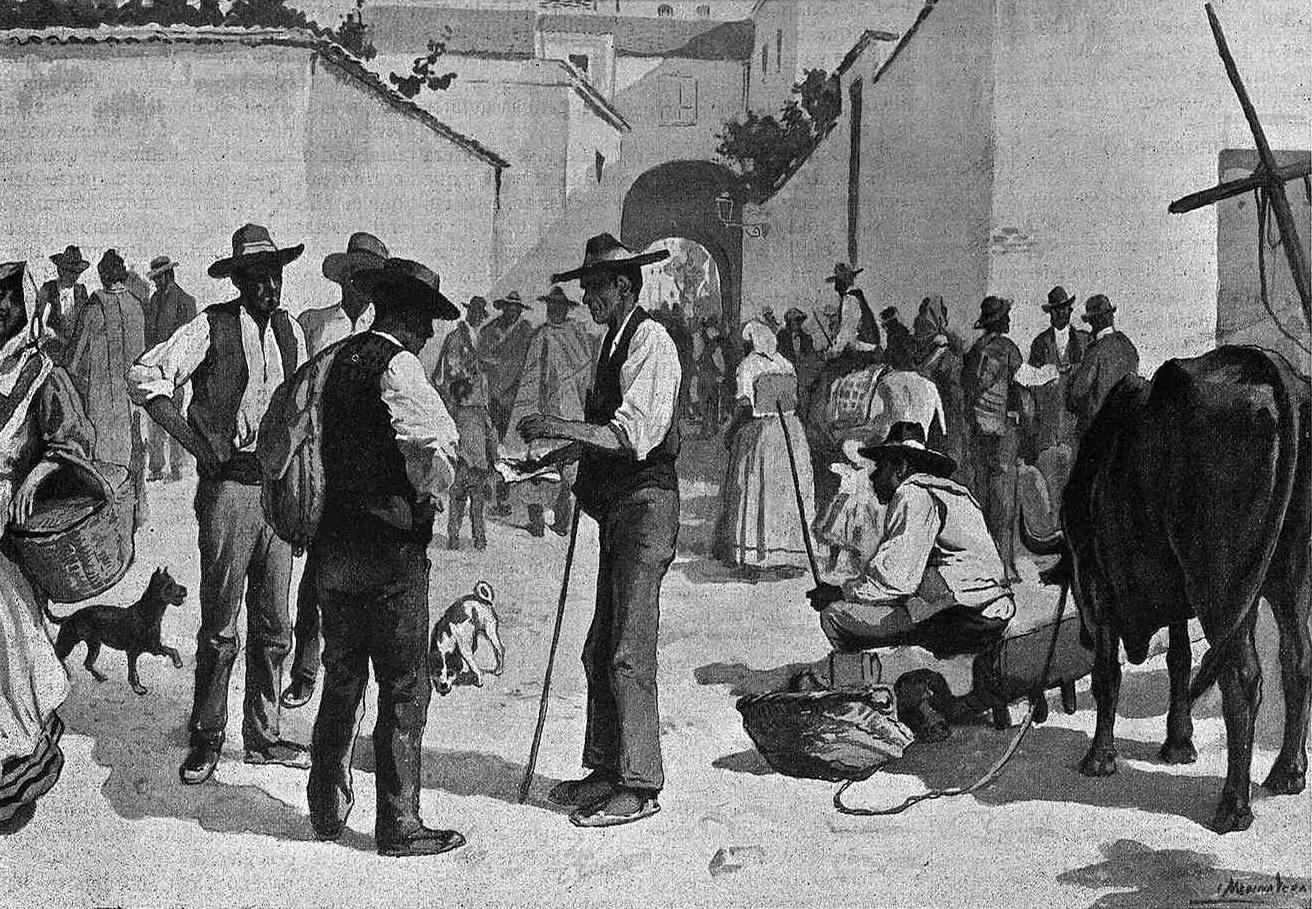
Illustration artistique de marchand de pimentón à Murcie, où en 1902, plus de mille personnes vivent exclusivement de cette production.

Le pimentón de Murcia (es) (paprika de Murcie) produit avec la variété ‘Bola’ ou ‘Americano’ bénéficie d'une appellation d'origine protégée AOP (Denominación de Origen Protegida DOP) depuis 2001.
Le pimentón de Murcie ne possède qu'une seule saveur, très douce, sans piquant (Capsaïcine < 0.003 %) et une couleur d'un rouge vif caractéristique. N'utilisant pas le séchage au bois, le pimentón de Murcia ne possède pas ce goût fumé traditionnel de son homologue le Pimenton de la véra. La région de Murcie bénéficiant d'un climat méditerranéen subtropical avec un automne moins humide que la région de la Vera, le séchage ancestral au soleil est suffisant ; malgré tout, l'AOP autorise le séchage en four ventilé.

#### Pimentón de Mallorca AOP

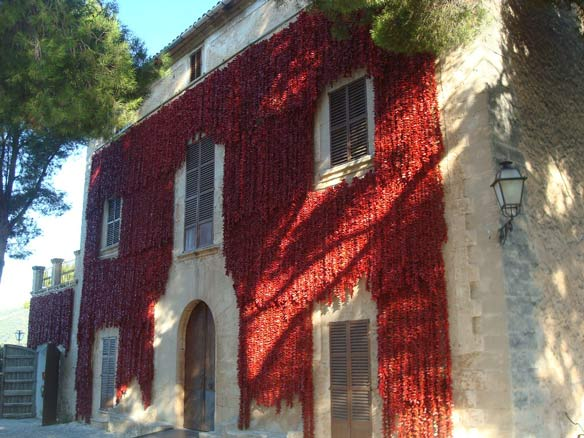
Les façades des maisons de Majorque étaient généralement couvertes de nombreuses guirlandes de piments laissés sécher naturellement au soleil. On retrouve encore des clous sur certaines de ces façades.

Le pimentón de Mallorca (en), paprika de Majorque, paprika Tap de Cortí ou pebre bord de Mallorca en catalan est connu pour être un ingrédient fondamental de la sobrassada, une charcuterie traditionnelle reconnue pour sa qualité par une IGP dès 1996, mais aussi dans le lacón a la gallega. Le pimentón de Mallorca est produit à partir de l'espèce Capsicum annuum de la variété ‘tap de cortí’, une variété de poivron indigène des Balléares. Ses propriétés organoleptiques sont un goût sucré, une onctuosité en bouche et l'absence d'amertume et de sensation piquante. Il est cultivé de manière traditionnelle dans toute l'île de Majorque jusqu'à la fin du XIXe siècle. À la suite de l'introduction de variétés plus productives dans les années 1970, sa culture tombe en désuétude. Afin de le protéger de sa possible disparition, les autorités locales le déclarent variété indigène menacée d'érosion génétique. Ils obtient une AOP en 2020 après neuf ans de procédure administrative de demande de reconnaissance de la qualité du pimentón de Mallorca associé au savoir-faire de ses producteurs. La production représente environ 30 tonnes par an sur 13 hectares en 2020.

### Hongrie

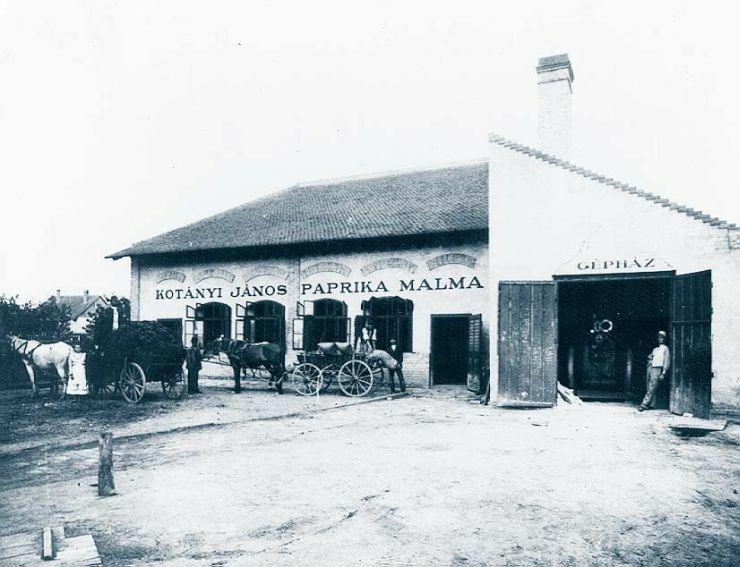
Usine de production de paprika hongrois.

#### Szegedi fűszerpaprika-őrlemény AOP
Le paprika de Szeged, Szegedi fűszerpaprika-őrlemény (« paprika de Szegedi » en hongrois) issu du poivron de Szegedi, bénéficie d'une AOP depuis 2010.

#### Kalocsai fűszerpaprika-őrlemény AOP
Le paprika de Kalocsa, Kalocsai fűszerpaprika-őrlemény (« paprika de Kalocsai » en hongrois) issu du poivron de Szegedi, bénéficie Indication géographique hongroise depuis 1969 dans le cadre de l’Arrangement de Lisbonne institué en 1958 et s’apparente à une marque commerciale d’État. Au sein de l'Europe, il bénéficie d'une AOP depuis 2012.

#### Žitava paprika AOP
Le paprika Žitava tire son nom de la vallée de la rivière Zitava (sk), où ces poivrons ont été cultivés pour la première fois. Sa production s'est développée dans les basses terres du Danube. Il est labellisé AOP depuis 2014.

## Consommation
En Espagne, ce produit se rencontre facilement dans les épiceries et les supermarchés sous la forme d'un conditionnement en boîtes métalliques carrées dont le système de fermeture doit être hermétique aux fins de conservation de l'arôme et de préservation contre l'humidité. En Turquie, au Maroc et dans les autres pays du Maghreb, on peut la trouver sous le nom d'épice espagnole.

### Cuisine espagnole
Les Espagnols utilisent surtout le poivre doux, pour décorer ou assaisonner, et parfois en rajoutant une très petite pincée — toujours moins — de pimentón fort. Contrairement à la cuisine mexicaine, la cuisine traditionnelle espagnole n'est pas piquante.
C'est la base de certains plats typiques de la cuisine espagnole tels que le poulpe a feira (à la mode de Galice, blanchi, coupé en tranches et assaisonné de paprika, de sel et d'huile d'olive vierge), les escabèches (en particulier les moules à l'escabèche), les pommes de terre « à la riojana » (région de Rioja, pommes de terre cuisinées en ragoût avec du chorizo) et certaines charcuteries typiques comme la soubressade, le chorizo, la txistorra, le lomo, le morcon. La plupart des charcuteries espagnoles (butifarra, bull, fuet, secallona, llonganissa, salchichón, butifarró…) n'ont cependant pas de paprika.
Son utilisation en conserve est due à ses propriétés antiseptiques.
Dans la cuisine pied-noir, il est utilisé sous la dénomination « poivre rouge », par traduction en français de son appellation en catalan pebre vermell, dans l'élaboration de la soubressade (charcuterie d'origine baléare, où elle est faite avec de la viande de porc) et le couscous des Pieds-noirs de l'Algérois.
C'est dans les escabèches et dans certaines charcuteries qu'il est principalement utilisé, mais aussi pour donner une touche de couleur à la décoration de certains plats ou pour assaisonner certains plats d'hiver à base de légumes secs.

### Cuisine portugaise
Un équivalent portugais, o colorau, s'emploie dans les plats à base de riz.

### Cuisine hongroise
Le paprika, l'épice nationale, est aussi utilisé dans la cuisine hongroise, notamment dans le goulasch et le pörkölt.